# Военно-воздушные силы Красной армии Китая

Военно-воздушные силы Красной армии Китая — один из видов вооружённых сил Красной армии Китая, ставшие предшественником ВВС НОАК.

## История ВВС Красной армии Китая

Разведывательный самолёт O2U-4, который стал первым самолётом Красной армии Китая

28 февраля 1930 Красная армия Китая захватила в провинции Хубэй разведывательный самолёт — принадлежавший армии Чан Кайши O2U-4, который стал первым самолётом Красной армии. Самолёт, на который нанесли красные звёзды и назвали в честь Ленина, впоследствии использовался в войне против войск Гоминьдана. Управлявший самолётом гоминьдановский лётчик согласился вступить в Красную армию. В течение последующих двух лет самолёт выполнял разведывательное задания. 8 сентября 1931 машина была использована для выброски агитационных листовок над Уханем, а через два месяца поддержал атаку на гоминьдановский гарнизон в Хуанани. После начала в июле 1932 очередного карательного похода гоминьдановских войск красноармейцы были вынуждены демонтировать самолёт и спрятать его в горах. В 1951 он был найден местными жителями и возвращён государству.
Вторым самолётом Красной армии стал Дуглас, захваченный на ародроме Чжанчжоу 20 апреля 1932. После ремонта самолёт пролетел над городом, участвуя в Первомайском параде. Позднее самолёт был перегнан в Жуйцзинь, столицу Китайской Советской республики. Из-за отсутствия топлива и запасных частей самолёт не использовался и оказался заброшенным.
В 1937 году в столице Синьцзяна Дихуа была открыта военная академия, созданная при поддержке инструкторов из СССР. Генерал-губернатор Синьцзяна Шэн Шицай согласился на обучение коммунистов по программе подготовки пилотов и наземного персонала аэродромов. Отобранные Чэнь Юнем красноармейцы в составе 43 человек сформировали первую в Красной армии авиационную часть («Синьцзянский авиаполк»). Занятия начались в марте 1938 года, и к апрелю 1942 года (когда Шэн Шицай начал антикоммунистические чистки в войсках) пилоты-коммунисты имели в среднем по 300 часов налёта и приобрели опыт управления самолётами У-2, Р-5, И-15 и И-16. Позднее многие лётчики этого соединения воевали в Корее на командных должностях.
Несколько захваченных самолётов использовались в боях с японцами во время Второй мировой войны, однако первое официальное формирование ВВС НОАК появилось только в 1949 году.